# Carcelia tentans
Carcelia tentans är en tvåvingeart som först beskrevs av Walker 1858.  Carcelia tentans ingår i släktet Carcelia och familjen parasitflugor. Inga underarter finns listade i Catalogue of Life.